# Thrak
Thrak è l'undicesimo album in studio del gruppo musicale britannico King Crimson, pubblicato nel 1995 dalla Virgin Records.
La traccia B'Boom contiene il primo assolo di batteria mai registrato dal gruppo in un album in studio.

## Tracce
Testi di Adrian Belew, musiche di King Crimson.
1. Vrooom – 4:37
2. Coda: Marine 475 – 2:41
3. Dinosaur – 6:35
4. Walking on Air – 4:34
5. B'Boom – 4:11
6. Thrak – 3:58
7. Inner Garden I – 1:47
8. People – 5:53
9. Radio I – 0:43
10. One Time – 5:21
11. Radio II – 1:02
12. Inner Garden II – 1:15
13. Sex Sleep Eat Drink Dream – 4:48
14. Vrooom Vrooom – 5:37
15. Vrooom Vrooom: Coda – 3:00

## Formazione
Gruppo
- Robert Fripp – chitarra, soundscapes, mellotron
- Adrian Belew – chitarra, voce
- Trey Gunn – Chapman Stick, cori
- Tony Levin – contrabbasso, basso elettrico, cori
- Bill Bruford – batteria acustica ed elettronica
- Pat Mastelotto – batteria acustica ed elettronica

Produzione
- King Crimson – produzione
- David Bottrill – produzione, ingegneria del suono
- Russell Kearny – assistenza alla registrazione
- David Singleton – assistenza alla produzione, montaggio digitale
- Tön Pröb – pre-mastering
- Ian Cooper – mastering